# Microregione di Goiânia
Goiânia è una microregione dello Stato del Goiás in Brasile, appartenente alla mesoregione del Centro Goiano.

## Comuni
Comprende 17 municipi:
- Abadia de Goiás
- Aparecida de Goiânia
- Aragoiânia
- Bela Vista de Goiás
- Bonfinópolis
- Caldazinha
- Goianápolis
- Goiânia
- Goianira
- Guapó
- Hidrolândia
- Leopoldo de Bulhões
- Nerópolis
- Santo Antônio de Goiás
- Senador Canedo
- Terezópolis de Goiás
- Trindade